# Mont Ashibetsu
Le mont Ashibetsu (芦別岳, Ashibetsu-dake) est un sommet des monts Yūbari culminant à 1 726 m d'altitude à la limite des villes d'Ashibetsu et Furano sur l'île de Hokkaidō au Japon.